# Perinaenia accipiter
Perinaenia accipiter là một loài bướm đêm trong họ Erebidae. Loài này được tìm thấy ở miền tây Trung Quốc, miền bắc Ấn Độ, Tây Tạng và Nhật Bản.